# Bron/Broen
Bron (Suécia) ou Broen (Dinamarca) (em Portugal, Bron - A Ponte; no Brasil, The Bridge) é uma série de televisão dano-sueca de drama policial, coproduzida por Sveriges Television e Danmarks Radio e criada por Hans Rosenfeldt. A série aborda a colaboração entre a polícia sueca e a dinamarquesa numa série de investigações criminais que envolvem ambas as jurisdições. A ação principal decorre nas cidades de Malmö, na Suécia, e Copenhaga, na Dinamarca.
Atualmente foram exibidas quatro temporadas, sendo as três primeiras de 10 episódios cada uma e a quarta temporada com 8 episódios. A primeira estreada em 21 de setembro de 2011, a segunda em 22 de setembro de 2013, a terceira em 27 de setembro de 2015, e a quarta em 1º de janeiro de 2018. 

## Enredo

### Primeira temporada
O que aparenta ser o corpo de uma política sueca é descoberto no meio da ponte de Oresund, que liga Copenhaga, na Dinamarca, a Malmö, na Suécia. O corpo, cortado pela cintura, foi colocado justamente na fronteira entre ambos os países, ficando assim sob a jurisdição das polícias dinamarquesa e sueca. Após uma análise mais aprofundada, descobre-se que o corpo é na verdade dois corpos, sendo a outra metade pertencente a uma prostituta dinamarquesa. Saga Norén, detetive sueca, e Martin Rohde, detetive dinamarquês, conduzem a investigação para apanhar o assassino.
A investigação rapidamente ganha dimensão quando o jornalista Daniel Ferbé, cujo carro foi usado no crime, começa a receber telefonemas. O autor das chamadas, que se torna conhecido como "O Terrorista da Verdade", afirma estar a cometer os seus crimes com propósito de chamar a atenção para os vários problemas sociais. Um assistente social, Stefan Lindberg, cuja irmã foi vítima d'O Terrorista da Verdade, torna-se o primeiro suspeito. No entanto, os acontecimentos levam as equipas dinamarquesa e sueca a concluir que o assassino tem conexões com a Polícia.
No decorrer da investigação, Martin e Saga desenvolvem uma relação de trabalho próxima, apesar de serem pessoas muito diferentes. Martin tem um filho de 18 anos do seu primeiro casamento, August, que vive com ele e a sua atual esposa, Mette, com quem tem três filhos. Depois de Martin ter feito a vasectomia, Mette descobre que está grávida de gémeos. Saga vive sozinha e não parece sentir falta de um relacionamento sério, ao invés disso arranja homens em bares para sexo casual. Ela apresenta sintomas compatíveis com a síndrome de Asperger (não confirmado pelos criadores da série). Saga tem dificuldade em estabelecer relações e sente-se inadequada para gerir pessoas, pelo que recusa ser promovida.
Após o assassino já ter morto várias pessoas, a sua verdadeira motivação começa a parecer pessoal. A polícia descobre que os crimes foram planeados ao longo de um período de vários anos. O rasto, eventualmente, leva-os a Jens, um polícia dinamarquês e ex-amigo íntimo de Martin, que se pensava ter cometido suicídio depois de que um acidente na ponte ter causado as mortes da sua esposa e filho. Jens, sob o nome de Sebastian Sandstrod, começa agora a agir contra Martin, por saber do caso extraconjugal de Martin com a sua falecida esposa. Ele primeiro aproxima-se de Mette, que está suscetível aos seus avanços devido à descoberta do envolvimento de Martin com Charlotte Söringer, uma mulher que está perifericamente envolvida na investigação. Sebastian atrai Mette e os filhos dela para um local remoto onde os sujeita a uma terrível provação, trancando-os num quarto e dando a Mette uma granada de mão sem o pino para ela segurar o quanto puder. No entanto, Saga apercebe-se que August é o verdadeiro alvo. A investigação culmina num confronto na ponte, onde ela não pode ajudar mas diz a Martin o que aconteceu a August, que morreu sufocado, e tem que disparar sobre ele para o impedir de destruir a sua carreira ao matar Sebastian, a intenção final do assassino.

## Elenco
Principal
- Sofia Helin como Saga Norén, a detetive principal de homicídios de Malmö
- Kim Bodnia como Martin Rohde, o detetive principal de homicídios de Copenhaga
- Dag Malmberg como Hans Petterson, um oficial sénior da polícia judiciária de Malmö
- Sarah Boberg como Lillian, uma oficial sénior da polícia judiciária de Copenhaga
- Rafael Pettersson como John Lundqvist, especialista em tecnologias da polícia de Malmö (recorrente na primeira temporada e principal na segunda)
- Lars Simonsen como Jens Hansen/Sebastian Sandstrod, um ex-polícia, colega de Martin Rohde, que se tornou um assassino em série (apenas na primeira temporada)
- Christian Hillborg como Daniel Ferbé, um jornalista do Aftonposten de Malmö (apenas na primeira temporada)
- Magnus Krepper como Stefan Lindberg, um assistente social de Malmö (apenas na primeira temporada)
- Puk Scharbau como Mette Rohde, a esposa de Martin Rohde

Recorrente (primeira temporada)
- Emil Birk Hartmann como August Rohde, filho mais velho de Martin Rohde
- Dietrich Hollinderbäumer como Goran Söringer, um promotor imobiliário
- Ellen Hillingsø como Charlotte Söringer, a esposa de Goran Söringer
- Maria Sundbom como Sonja Lindberg, a irmã de Stefan

Recorrente (segunda temporada)
- Vickie Bak Laursen como Pernille, uma detetive júnior dinamarquesa envolvida no caso
- Henrik Lundström como Rasmus Larsson, um detetive júnior sueco envolvido no caso
- Tova Magnusson como Viktoria Nordgren, proprietária da companhia farmacêutica Medisonus, diagnosticada com uma doença incurável e com seis meses de vida
- Sven Ahlström como Oliver Nordgren, irmão de Viktoria, acionista na Medisonus
- Camilla Bendix como Gertrud Kofoed, cientista-chefe na Medisonus e esposa de Oliver
- Fredrik Hiller como Marcus Stenberg, proprietário do navio
- Lotte Munk como Caroline Brandstrup-Julin, chefe do encontro da Cimeira Ambiental da UE
- Lotte Merete Andersen como Bodil Brandstrup, editora, biógrafa de Viktoria Nordgren e irmã de Caroline Brandstrup-Julin
- Peter Christoffersen como Julian Madsen, proprietário da Consultora em Tecnologias da Informação de Copenhaga

## Ligações Externas
- Bron/Broen. no IMDb.
- A Ponte (em português) na Canais Globo
- «Página oficial na SVT» (em sueco)
- «Página oficial na DR» (em dinamarquês)